# Zabrnie Górne
Zabrnie Górne – część wsi Zabrnie w Polsce położona w województwie podkarpackim, w powiecie tarnobrzeskim, w gminie Grębów.
W latach 1975–1998 Zabrnie Górne administracyjnie należało do województwa tarnobrzeskiego.